# Decimomannu (stacja kolejowa)
Decimomannu (wł. Stazione di Decimomannu) – stacja kolejowa w Decimomannu, w prowincji Cagliari, w regionie Sardynia, we Włoszech. Ważny węzeł kolejowy Sardynii na linii Cagliari – Golfo Aranci i Decimomannu – Iglesias. Jest jednym z elementów Kolei aglomeracyjnej w Cagliari.
Według klasyfikacji RFI ma kategorię srebrną.

## Linie kolejowe
- Cagliari – Golfo Aranci
- Decimomannu – Iglesias